# Чукали-на-Нуї
Чукали́-на-Нуї́ (рос. Чукалы-на-Нуе, ерз. Вере Чукало) — присілок у складі Атяшевського району Мордовії, Росія. Входить до складу Козловського сільського поселення.

## Населення
Населення — 50 осіб (2010; 98 у 2002).
Національний склад (станом на 2002 рік):
- ерзяни — 98 %